# Khuchar Beki
Khuchar ou Khuchar Behi (?-1204) était le fils de Yegun Taish de la Maison Qiyad et un cousin de Gengis Khan. Selon la chronique de Rashid al-Din, « Khuchar était un archer et il est devenu célèbre parce que ses flèches frappaient loin et haut. Il pouvait tirer très loin, alors les Mongols l'ont félicité : « Les flèches de Khuchar voyagent si loin qu'elles ne peuvent pas être tirées » a noté sa capacité de tir.

## Biographie
Khuchar était un seigneur influent du Khaganat Tatar à la fin du XIIe et au début du XIIIe siècle. Il était le fils aîné de Yegun Taish, le deuxième fils de Bartan Ba'atar, il serait donc le cousin de Gengis Khan. Après que Temujin se soit séparé de Djamuqa, Altan Otchigin et Daridai Otchigin se sont séparés de Djamuqa et sont descendus dans le cercle de Temujin et se sont rendus. En 1189, Altan, Daridai et Sacha Behi prêtèrent serment devant Temujin au Lac Bleu du Cœur Noir et firent Khama Khan de Mongolie. Après cet incident, sur ordre du Khan, la nouvelle fut apportée à Djamuqa que Temujin avait été couronné par le Khan. Dalan a participé à la bataille des 13 cercles de Baljud, dirigeant son propre cercle. De plus, en 1196, il dirigea l'armée sous Temujin dans la guerre visant à détruire l'idole Naratu et l'idole Hustu. En 1201, il prit une part active à la guerre contre Tarchutai et à la bataille en cours pour supprimer les Tayitchi'out, et joua un rôle de premier plan dans la victoire.
En 1202, Gengis Khan ordonna les exécutions militaires suivantes après avoir vaincu les Tatars. Dans cette guerre, Altan, Khuchar et Daridai étaient avides du butin de guerre et retardèrent la bataille. Djebé et Khubilai envoyèrent des généraux pour confisquer le butin. « Lorsque l'ennemi est vaincu, ne retardez pas la capture. Si l'ennemi est vaincu, ses biens seront toujours les nôtres, nous pourrons donc les diviser. Si nous devons battre en retraite, nous devons immédiatement retourner à l'endroit où nous étions en premier. attaqué. Que celui qui n'est pas revenu sur place soit vaincu" » Mécontents de l'incident, ils allèrent s'appuyer sur Wang Han. En 1203, avec Jamuh, il persuada Ilqa Sengum et participa à une conspiration pour faire la guerre à Wang Khan contre Temujin. À l'automne de cette année-là, alors que Temujin était sur le point d'être capturé au nom d'un mariage, Badai et Hishilig révélèrent Le secret de Temujin et fit demi-tour de la route. Altan, Khuchar et Daridai faisaient partie de l'armée Hereid lorsqu'ils envahirent et conquirent Hamag par la force. On découvrit bientôt que lui et Jamuh complotaient secrètement contre Tooril Khan et s'enfuirent de là pour soutenir Naiman. En 1204, les Mongols dirigés par Gengis Khan vainquirent et capturèrent Naiman lors de la bataille de Nahu, et Altan et Khuchar furent capturés et exécutés.
Comme écrit dans le Jami al-tawarith, non seulement les Mongols méprisaient les sujets qui suivaient Khuchar en tant que citoyens de la forêt, mais Bukun Jauhat ou Jauhai, un fils de Khuchar, fut donné à Tsagadai Khan sur ordre de Gengis Khan.